# The Citadel (Alaskakette)
The Citadel (inoffizieller Name, ursprüngliche Bezeichnung P 8520) bezeichnet einen Gipfel im Westen der Alaskakette in Alaska (USA).
The Citadel befindet sich in den Kichatna Mountains 112 km südwestlich des Denali im Denali National Preserve südlich des Denali-Nationalparks. The Citadel gehört zu einer Gruppe von Gipfeln, die als Cathedral Spires bezeichnet werden. An der Ostflanke befindet sich das obere Ende des Shadows-Gletscher, an der Nordflanke der Shelf-Gletscher sowie an der Westflanke der Cul-de-Sac-Gletscher, die alle nach Norden strömen. Ein Berggrat führt zum 1,29 km südlich gelegenen Berg Kichatna Spire. 

## Besteigungsgeschichte
Die Erstbesteigung gelang William Katra, Don Fredrickson und Ludwig Ferche am 3. August 1972. Weitere Besteigungen folgten 1976 und 1978. An der Ostflanke führen mehrere schwierige Kletterrouten hinauf zum Gipfel. Die Route den Supa Dupa Couloir (ED4: WI6+, 1130 m) hinauf gelang als Erste am 2. und 3. Mai 2003 Mike Turner, Stuart McAleese und Ollie Sanders.
An der Ostflanke befindet sich auch der so genannte Hypa Zypa Couloir, eine schmale steile Bergrinne vom Schwierigkeitsgrad (ED: AI5+, M6+, 5.10R, A3, 1100 m). Vom 5. bis zum 7. April 2013 erklommen Ben Erdmann, Jess Roskelley und Kristoffer Szilas den Gipfel erstmals über diese Route.